# Pure Impact
Pure Impact je novosadski Oi! bend, aktivan od 1995. godine.

## Istorijat
Bend je nastao januara 1995. godine u Novom Sadu. Iste godine snimaju demo sa šest pesama u studiju Radio-televizije Vojvodine u Novom Sadu i kreću sa javnim nastupima po lokalnim klubovima i okolnim mestima. Jeseni 1995. nastupaju na festivalu Demo Attack u letnjem bioskopu u Katoličkoj porti. Festival su obeležili neredi i tuče između publike i obezbeđenja.
Svirke se nastavljaju i kroz 1996. godinu. Na jesen 1996. godine, bend opet nastupa u letnjem bioskopu. Ubrzo nakon svirke gitarista Feđa Bereš-Tot napušta bend i menja ga Saša Barudžija Cile. Kroz 1996. i početak 1997. godine bend priprema materijal za drugi demo, koji je snimljen u studiju na Avijatičarskom naselju. Bend nastavlja sa svirkama, između ostalog u novosadskoj kafani "Garuda" i telepskom "Kimonu".
Bendu se početkom 1999. godine pridružuje Igor na ritam gitari. Bend prekida sa svirkama zbog NATO bombardovanja i počinje da pravi nov materijal za album. Nakon bombardovanja nastavlja sa svirkama, a februara 2000. godine održavaju poslednju svirku u novosadskom klubu "Kamelot", zajedno sa bendom Provokacija. U martu iste godine Boris Sakač Saka odlazi na služenje vojnog roka, nakon čega bend prestaje sa radom.
U martu 2024. godine izlazi vinil ploča Novi Sad Punk Hardcore In The 90's #3, na kojoj se nalaze pesme i biografije bendova Pure Impact, Blitzkrieg i Jedinog rešenja.
U novembru 2024. godine, bend se okuplja da bi svirao na To Be Punk 2024 festivalu, u SKCNS Fabrici.
U julu 2025. godine bend nastupa na Exit Festivalu na Explosive Stageu.

## Članovi

### Sadašnji
- Vladimir Savić — vokal (1995-)
- Boris Sakač Saka — bas gitara (1995-)
- Ivan Gutić Guta — bubnjevi (1995-)
- Slaven Zavođa — solo gitara (2024-)
- Bojan Nedeljković Đemba — ritam gitara (2024-)

### Bivši
- Feđa Bereš-Tot — gitara (1995-1996)
- Saša Barudžija Cile — gitara (1996-2000)
- Igor — ritam gitara (1999-2000)

## Diskografija

### Kompilacije
- Novi Sad Punk Hardcore In The 90's #3 (2024)

## Spoljašnje veze
- Novi Sad Punk Hardcore In The 90's #3 on Discogs
- Pure Impact on Discogs
- Pure Impact na To Be Punk festivalu, 2024.